# Georges Bataille

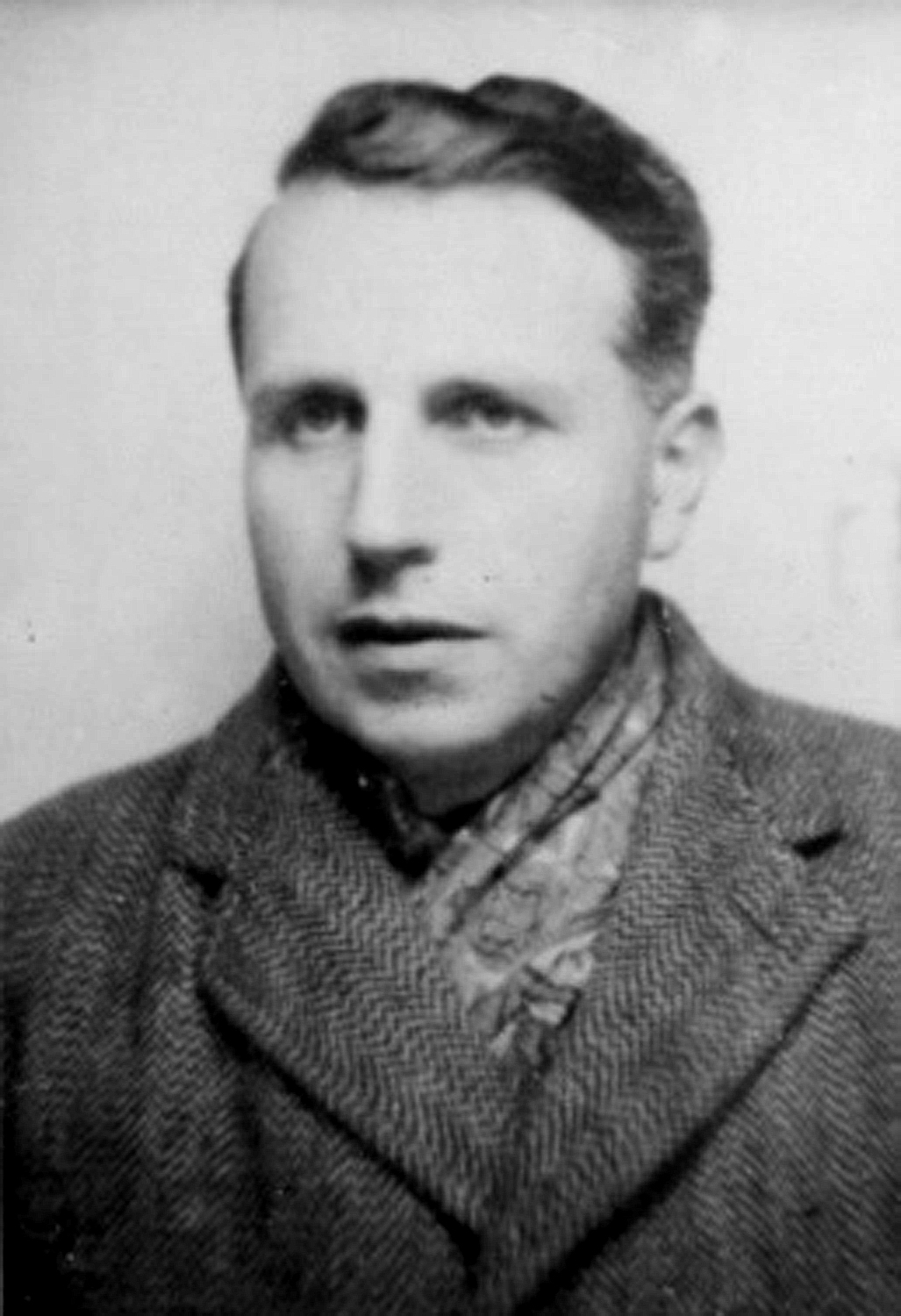
Georges Bataille 1943

Georges Bataille (* 10. September 1897 in Billom, Département Puy-de-Dôme; † 9. Juli 1962 in Paris) war ein französischer Schriftsteller und Philosoph.
Er galt als Vertreter des Surrealismus. Bataille veröffentlichte Poesie, Prosa, Studien zu aktuellen Themen, Artikel in Zeitschriften und theoretische Arbeiten – vor allem in Ökonomie. Er gründete die Zeitschrift Critique, heute Revue Critique. Sein theoretisches Werk berührte Politik und Ökonomie, Soziologie, Anthropologie, Sexualität, Kunstgeschichte, Philosophie und Atheologie.
Bataille arbeitete als Archivar und Bibliothekar.

## Leben
Batailles Vater Joseph-Aristide arbeitete als Verwaltungsangestellter im Strafvollzug und in der Finanzverwaltung; die Behauptung Batailles, er stamme aus einer wohlhabenden Bauernfamilie, ist laut Holger Tiedemann lediglich als Teil seiner Selbststilisierung zu betrachten. Er wuchs zusammen mit seinem älteren Bruder Martial auf. „Meine Kindheit war eine bedauernswerte Abfolge misslicher Umstände“, schrieb Bataille später. Sein Vater litt an Syphilis. Er war bereits blind, als Bataille geboren wurde, und zwei oder drei Jahre danach gelähmt. Die Mutter, Antoinette-Aglae Tournarde, hatte immer wieder Depressionen und suizidale Phasen. Zweimal verhinderten die Söhne ihren Selbstmord. 1900 zog die Familie nach Reims um. Bataille half mit, den Vater zu pflegen. Ende 1912 entschied er – gegen den Willen seiner Eltern – nie wieder das örtliche Gymnasium zu betreten. Er litt darunter, dass seine Mitschüler auf ihm „herumhackten“. Ab Oktober 1913 besuchte er als Internatsschüler die Knabenschule in Épernay sur Marne (26 km südlich von Reims). Innerhalb eines Jahres legte er hier den ersten Teil seines Abiturs ab. Reims wurde im Sommer 1914 heftig durch die deutsche Artillerie beschossen. Der größte Teil der Stadt wurde zerstört. Die meisten Einwohner flohen. Die Mutter schloss sich mit Georges dem Flüchtlingsstrom an. Sie wurden von den Eltern der Mutter aufgenommen. Batailles Bruder Martial war im Juli eingezogen worden. Der todkranke Vater war diesen Strapazen nicht gewachsen und musste zurückbleiben. Er starb am 6. November 1915 in der Obhut einer Zugehfrau. Die Familie traf wenige Tage später ein.

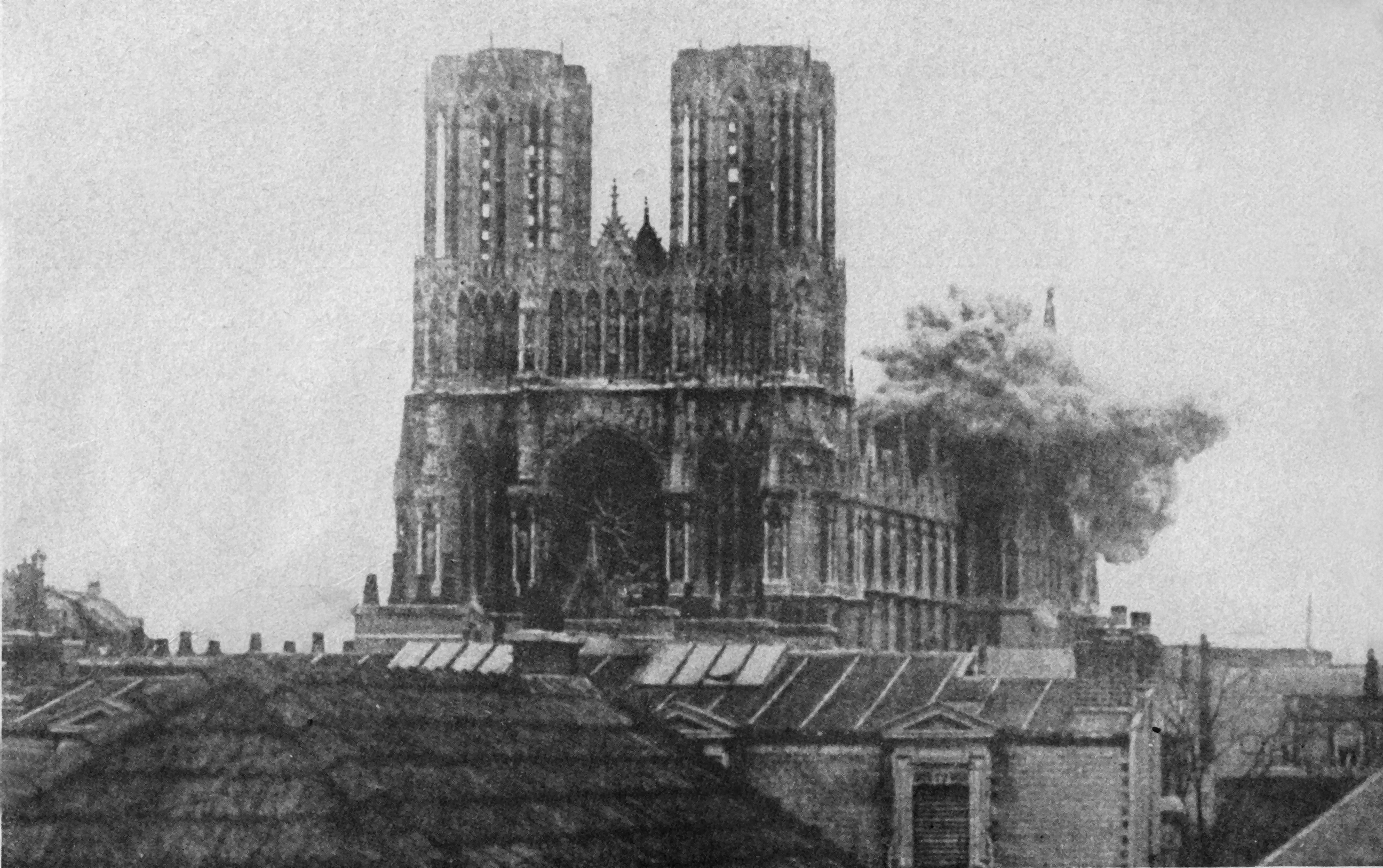
Bomben auf die Kathedrale von Reims, 1914

In dieser Zeit entstand Batailles Wunsch, eine „paradoxe Philosophie“ zu schreiben. Er hatte sich vorgenommen, eine Lebenseinstellung zu entwickeln, die der des Vaters in jeder Hinsicht entgegengesetzt war. Sein Vater hatte Religion abgelehnt. Bataille war die Praxis des Glaubens fremd. 1914 trat er in die katholische Kirche ein. Er wollte herausfinden, ob die Religion ihm Erfüllung und inneres Gleichgewicht bringen könnte. 1916 erkrankte er während seiner militärischen Grundausbildung in Rennes zum ersten Mal an Tuberkulose. Er erholte sich bei den Großeltern in den Bergen der Auvergne. Er bereitete sich auf die Abschlussprüfung seiner gymnasialen Ausbildung vor und bestand 1917 im nahe gelegenen Seminar Saint-Flour mit den Fächern Philosophie, Geschichte und Deutsch den zweiten Teil seines Abiturs. Zeit seines Lebens blieb sein Immunsystem geschwächt und er litt unter asthmatischen Anfällen.
Bis er 23 Jahre alt war, ging er wöchentlich zur Beichte. Zeitweise hatte er den Wunsch, in ein Kloster einzutreten oder Priester zu werden. Er wartete auf einen entsprechenden Ruf, der jedoch ausblieb. Von nun an beschäftigte er sich mit Religionsgeschichte, vor allem mit der des Mittelalters im Hinblick auf christliches Denken und Handeln. Er verglich diese christliche Praxis mit seinen Gewohnheiten und seinem Denken. Beides war unvereinbar, stellte er fest. Die Ergebnisse veröffentlichte er später u. a. in seinen atheologischen Schriften. Ab November 1918 besuchte er infolge seiner historischen Interessen die École des Chartes in Paris, um Altertumskundler und Bibliothekar zu werden. Er schloss als Zweitbester seines Jahrgangs ab. Zur Belohnung erhielt er 1922 die Gelegenheit, an der französischen Hochschule für spanische Studien in Madrid seine Ausbildung zum Archivar zu vervollständigen. Ein halbes Jahr später begann er seine Berufstätigkeit an der Bibliothèque nationale de France. Die Mutter lebte bis zum 15. Januar 1930.

1928 heiratete Bataille die elf Jahre jüngere Schauspielerin Sylvia Maklès. 1930 wurde die Tochter Laurence geboren. 1931 lernte Bataille Colette Peignot, Laure genannt, kennen. Im Lauf der Treffen im Demokratisch-Kommunistischen Kreis entstand eine Beziehung zwischen beiden. Laure starb 1938 an Tuberkulose. Sylvia Bataille, geborene Maklès, war nur bis 1934 mit Georges Bataille zusammen; dennoch erfolgte die Scheidung der Eheleute erst 1946. Als Jüdin war Sylvia durch die Rassegesetze gefährdet, so dass eine Scheidung erst nach dem Ende der deutschen Besatzung in Betracht kam. Sylvia Bataille lebte seit 1938 mit Jacques Lacan, einem Psychiater und später berühmten Psychoanalytiker zusammen; sie heirateten 1953. 

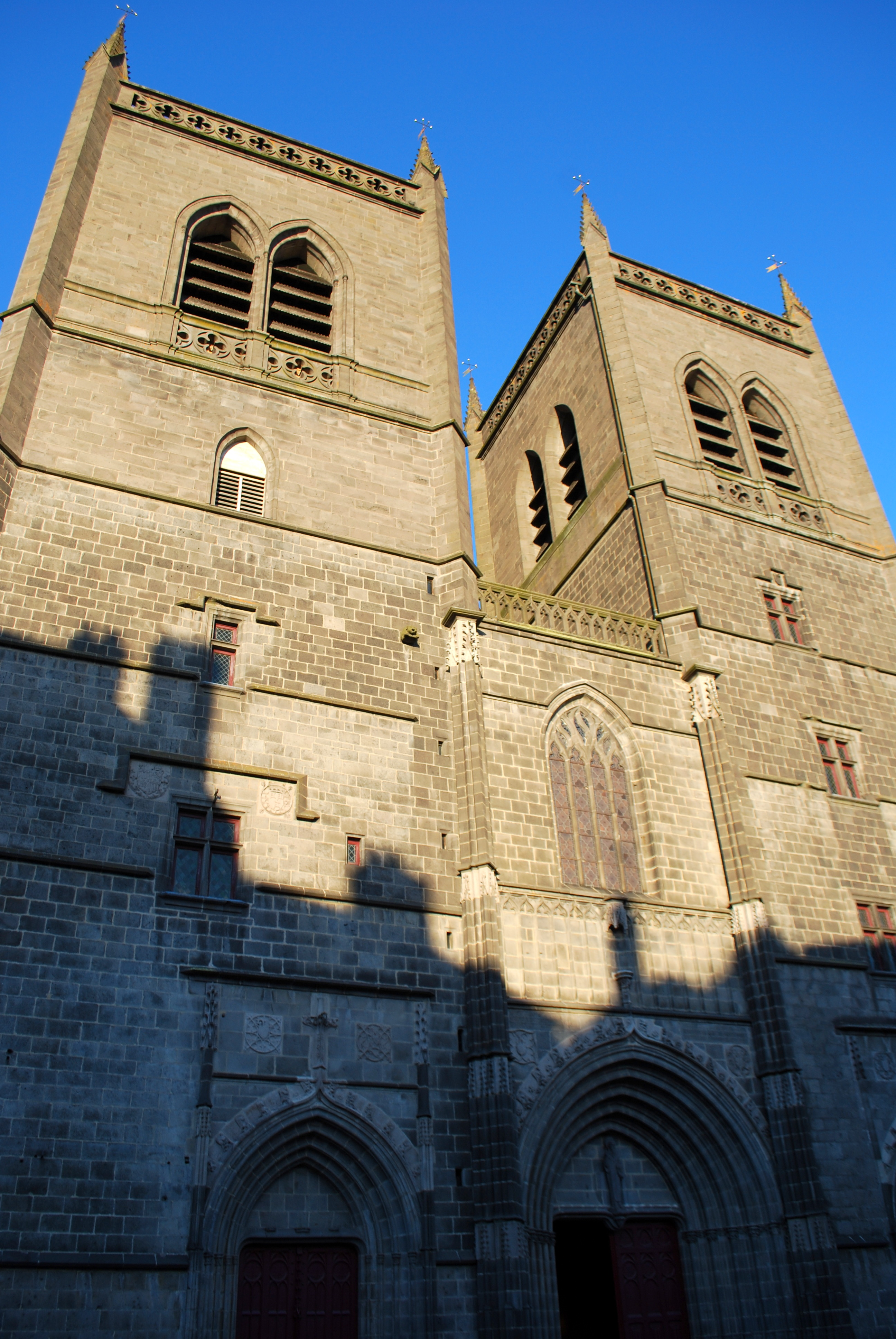
Kathedrale in Saint-Flour mit Seminar

Bataille blieb nach der Trennung in Kontakt mit beiden. Er war über Jahrzehnte ein wichtiger Ideengeber für Lacans Psychologie. Bataille heiratete 1951 Diane Kotchoubey de Beauharnais. Bataille hatte sie 1943 kennengelernt, ihre Tochter, Julie Bataille, wurde 1949 geboren.

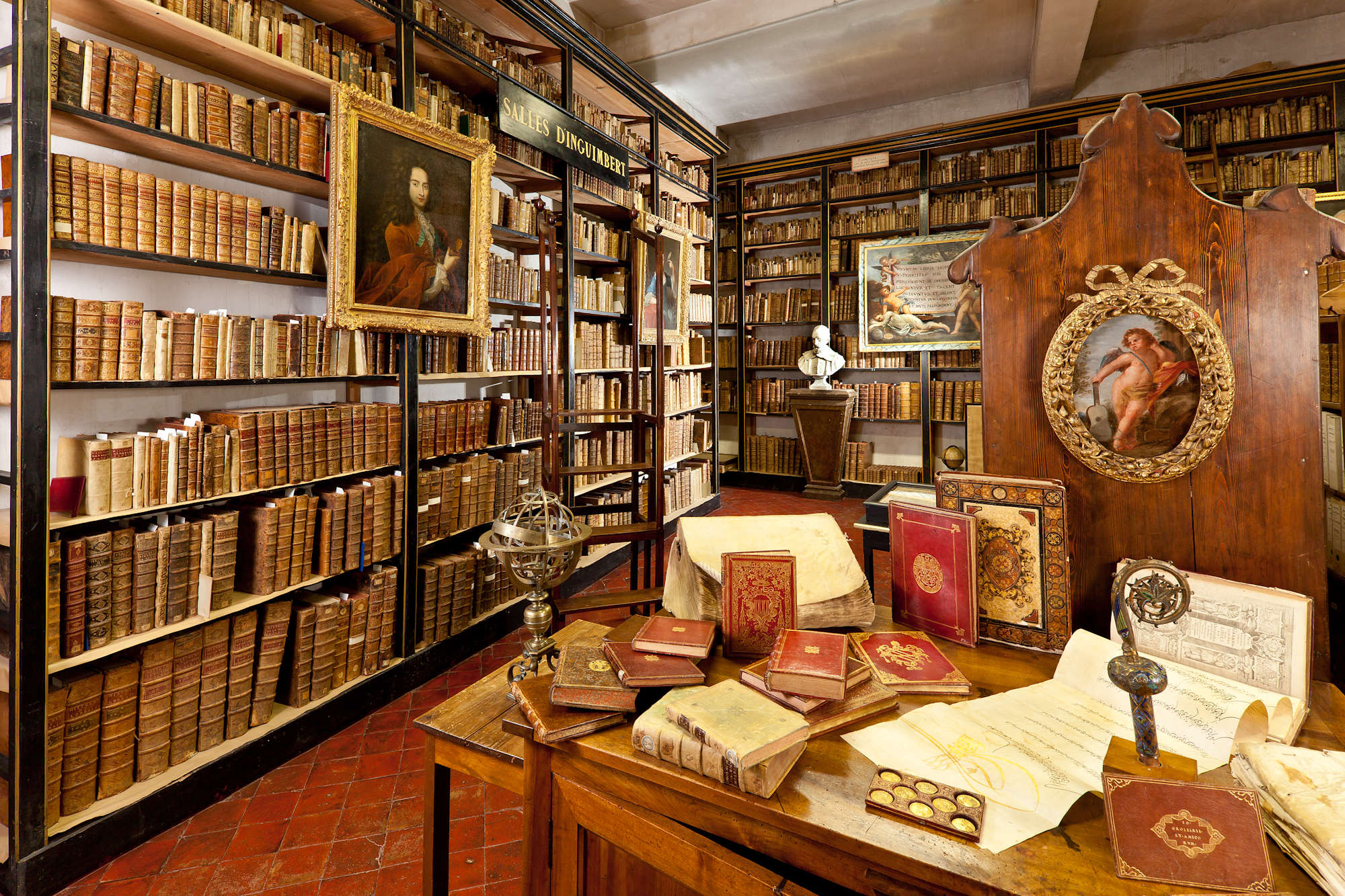
Bibliothek in Carpentras

 Batailles persönliche Lebensumstände und seine Lebensführung hatten auch Folgen für seine Berufstätigkeit in Bibliotheken und Archiven des französischen Staates. Man war nie so ganz zufrieden mit ihm. Man kritisierte seine Verspätungen und langen Fehlzeiten. Auch die Inhalte seiner Veröffentlichungen entsprachen nicht den Erwartungen an einen Angestellten des öffentlichen Dienstes. Nachdem er zwei Jahre in der französischen Nationalbibliothek gearbeitet hatte, wurde er 1924 in das Archiv für Münzsammlungen versetzt. 1930 folgte eine weitere Versetzung in das Archiv für Buchdruckerkunst. 1942 brach die Tuberkulose wieder aus und er wurde vom Dienst freigestellt. 1949 nahm er die Arbeit als Bibliothekar zunächst in Carpentras und zwei Jahre später in Orléans wieder auf. Ende 1953 zeigten sich erste Symptome einer Erkrankung, die zu seinem Tod führte. 1955 diagnostizierte sein Freund Théodore Fraenkel bei ihm eine Arteriosklerose des Gehirns. Die damit verbundenen anatomischen Veränderungen waren unheilbar und schränkten ihn immer mehr ein. Er litt zunehmend unter sehr heftigen Kopfschmerzen und dem Verlust seiner Konzentration und seines Gedächtnisses. Mehrere klinische Behandlungen brachten keine Besserung. Georges Bataille starb sieben Jahre nach der Diagnose (1962) in Paris.

## Wirken

### Schwierige persönliche Befindlichkeiten

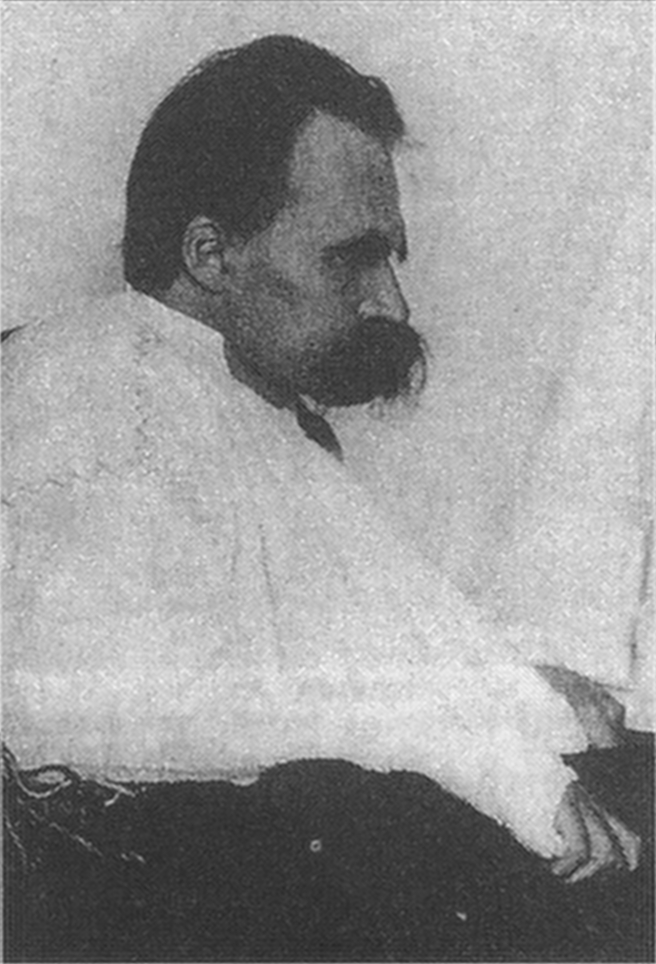
Friedrich Nietzsche

Mit dem Beginn seiner Berufstätigkeit im Juni 1922 setzte Bataille die mit dem Übertritt zum Katholizismus begonnenen Studien und schriftstellerischen Tätigkeiten fort. Als Jugendlicher hatte er u. a. religiöse Prosa verfasst: Notre Dame de Rheims zum Beispiel. Jetzt schrieb er Gedichte und Kurzgeschichten, begann mehrere Novellen, veröffentlichte wissenschaftliche Beiträge für numismatische Zeitschriften und übersetzte Tolstoi und Nietzsche. Die Idee des Guten in ihren Lehren, ein Werk seines philosophischen Lehrers Leo Schestow. Aus seiner Studienzeit an der École nationale des chartes blieb er weiterhin mit dem Maler André Masson befreundet. Es gelang Bataille nicht, sich angepasst zu verhalten. Der Kontakt mit einer Prostituierten bereitete ihm einerseits Vergnügen und andererseits Unbehagen. In einem freundschaftlichen Briefwechsel mit Colette Renié – einer Kommilitonin aus „Charte“ – berichtete er von seinen Befindlichkeiten und Eskapaden. Er erwähnte auch Selbstmordgedanken, Probleme, sich zu entscheiden und einmal gefasste Pläne zu verwirklichen. Er hielt sich für übermäßig egoistisch und gefühllos. „Mein Leben bleibt weiterhin sehr schwierig für mich.“

### Die Gedanken anderer
Kurz bevor Bataille nach Spanien aufbrach, lernte er Alfred Métraux kennen. Die beiden entdeckten gemeinsame Interessen und Sympathie füreinander. Nach seiner Rückkehr entwickelte sich eine enge, lebenslange Freundschaft. Métraux, der Ethnologie studierte, machte Bataille mit den anthropologisch fundierten Konzepten seines Professors Marcel Mauss für die soziale, moralische und wirtschaftliche Organisation von Gesellschaften bekannt. Die Folgen dieser Anregungen fanden sich 1933 in den Schriften Die psychologische Struktur des Faschismus und Der Begriff der Verausgabung. In beiden Schriften formuliert Bataille anhand seiner Vorstellungen die Begriffe ‚homogen’ (kulturkonform) und ‚heterogen’ (kulturfremd), die neue Sichtweisen auf politische und wirtschaftliche Phänomene seiner Zeit ermöglichen, welche die letzteren nachvollziehbar machen und dazu anregen sollten, soziale und moralische Normen mit Blick auf anthropologische Forschungen zu verändern.

In den Gesprächen der 1920er Jahre mit Metraux wurden nicht nur Ideen von Mauss, sondern auch von Friedrich Nietzsche, André Gide, Sigmund Freud und Fjodor Michailowitsch Dostojewski diskutiert. Die Wörter, die er benutze, würden immer auch die Gedanken anderer mit ins Spiel bringen, äußerte Bataille dazu. 

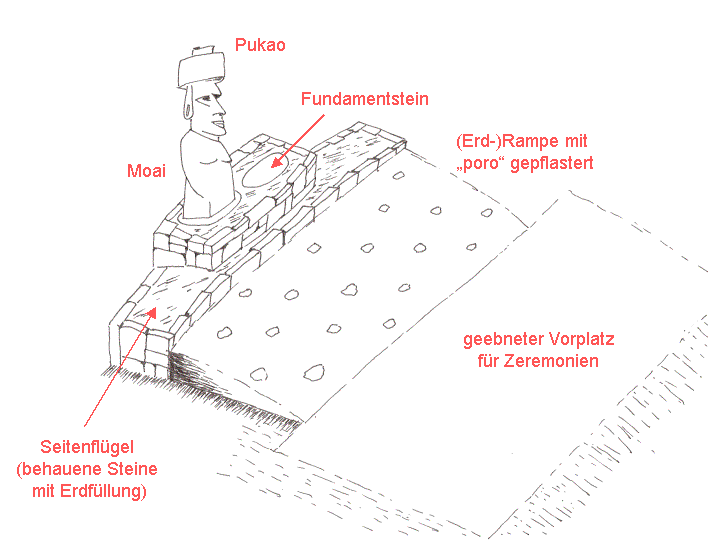
Zeremonialanlage der Osterinsel auf der Grundlage der Untersuchungen von Alfred Métraux

Grundlegende philosophische Kenntnisse erhielt Bataille von seinem philosophischen Lehrer Leo Isaakowitsch Schestow, den er 1922 kennenlernte. Schestow bestärkte Bataille auch darin, eigenen Gedanken zu folgen, sie in jeder Hinsicht gründlich zu durchdenken und anti-idealistische Konzepte zu entwickeln. Schestows Religiosität sorgte für Distanz zwischen den beiden Männern.
Bataille besuchte das Hegel-Seminar von Alexandre Kojève, das insgesamt sechs Jahre (1933–1939) dauerte. Kojève hielt an der Pariser École des Hautes Études Vorlesungen über Nikolaus von Kues, Hegels Religionsphilosophie und außerdem dessen Phänomenologie. Bataille hielt Hegels Philosophie für anregend, hielt sie aber entschieden für einen Irrtum. Das menschliche Subjekt erschöpfe sich nicht in der Auseinandersetzung mit Hegels Dialektik, sondern es erschöpfe sich im Handeln. Trotz der Ablehnung Hegelscher Auffassung, entwickelte sich zwischen Kojève und Bataille eine lebenslange Freundschaft und ein positiver Gedankenaustausch.

### Gegen Parteilichkeit

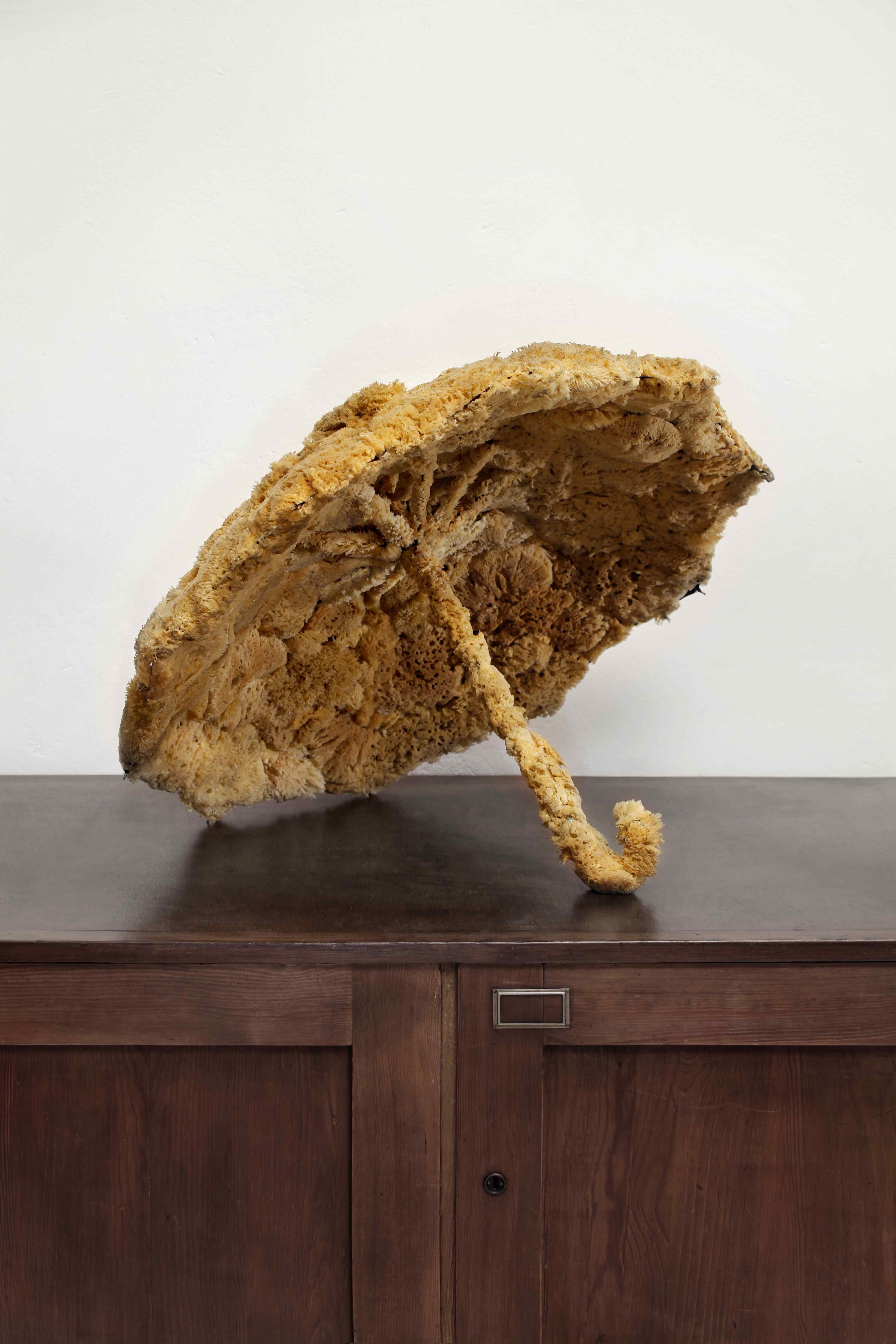
W. Paalen: Artikulierte Wolke.

Bataille kam ab 1923 in Kontakt mit einer Gruppe von Surrealisten. Dabei schloss er neue Freundschaften mit Michel Leiris und Théodore Fraenkel. Anfangs traf er sich mit den beiden und einer Gruppe von Künstlern, unter ihnen auch Joan Miró, im Studio von André Masson. Masson widmete sich dem unter Surrealisten bevorzugten ‚automatischen Malen‘ und kam zu Ergebnissen, die andere beeindruckten. Es wurden surrealistische Ideen und Pläne u. a. für neue Zeitschriften diskutiert. Sie teilten gemeinsam die Neigung zu exzessivem Alkoholkonsum, rauchten auch Opium und vergnügten sich mit Prostituierten. Bataille lernte dann – gemeinsam mit Leiris – André Breton und dessen Kreis von Surrealisten kennen. Er fand, dass die Mitglieder dieser Gruppe und ihr Führer Breton ihre gesellschaftliche Wirksamkeit weit überschätzten. Sie gingen aus seiner Sicht irrtümlich davon aus, dass die surrealistische Bewegung alle gesellschaftlichen Krankheiten heilen kann. Breton vertrat seine entsprechenden Auffassungen uneingeschränkt und moralisierend. Bataille trug ihm seine Bedenken vor, ob überhaupt und wie gesellschaftliche Veränderungen bewirkt werden konnten. 1929 kam es zum offenen Konflikt: Breton verlangte, dass alle, die mit dem Surrealismus ernst machen wollten, sich der stalinistischen kommunistischen Partei Frankreichs (PCF) anschließen sollten. Er griff die Andersdenkenden im zweiten Manifest des Surrealismus (im Dezember 1929 in der letzten Ausgabe von La Révolution surréaliste veröffentlicht) an, was zu scharfen Zurückweisungen durch Bataille in dem Aufsatz Un cadavre (Januar 1930) führte. André Breton löste sich 1935 von der PCF und versöhnte sich mit Bataille.

### Kindheitserinnerungen
Bataille veröffentlichte 1925 unter einem Pseudonym eine frühe Version der Geschichte des Auges unter dem Titel W.C. Es ging darin um die Darstellung traumatischer Folgen eines Kindheitserlebnisses. Diese traumatischen Folgen wurden für das Kind im Erwachsenenalter dadurch verstärkt, als es anderen dieses Erlebnis mitteilte. Von da an wurde die Erzählerin als minderwertig betrachtet. Bataille verknüpfte die Darstellung mit einem Erlebnis aus seiner Kindheit, das ihm mit Schrecken klarmachte, in welcher verzweifelten Verfassung sich sein kranker Vater damals befand. Inzwischen habe sich dieser Schrecken unauslöschlich mit seinem Philosophieren verbunden, betonte er. Bataille gab die Geschichte einigen Freunden zu lesen, unter diesen befand sich der Arzt Camille Dausse. Auf Dausse wirkte die Darstellung zusammen mit Batailles Lebensgewohnheiten (trinken, spielen, regelmäßige Bordellbesuche) besorgniserregend. Er riet ihm, einen Psychoanalytiker aufzusuchen.
Die Wahl fiel auf Adrien Borel, Mitbegründer der Pariser Psychoanalytischen Gesellschaft. Borel arbeitete unorthodox, aber, „irgendwie therapeutisch, akzeptierend und grundsätzlich achtsam für das Leiden“ seiner Klienten. Borel unterstützte Bataille, während dieser die Schrift Die Geschichte des Auges schrieb. Bataille veröffentlichte sie 1928 unter dem Pseudonym Lord Auch. Er stellte darin erfundene sexuelle Erlebnisse von drei Jugendlichen dar, die ausschweifende sexuelle Erfahrungen miteinander machten und diese bis ins junge Erwachsenenalter fortsetzten. Zu diesen Erlebnissen gehörten geistige Verwirrtheiten ebenso wie der Tod. Auch hier thematisierte Bataille wieder eigene Kindheitserlebnisse und den von ihm behaupteten Zusammenhang zwischen Sexualität, Grenzerfahrung und Tod, was er als „eine völlige Umkehr unserer Vorstellungen“ bzw. den ‚ernsten, tragisch genommenen Erotismus’ bezeichnete. Die therapeutischen Mittel, die Borel einsetzte, sind weitgehend unbekannt. Nach der einjährigen Analyse berichtete Bataille, dass er sich nun endlich einigermaßen lebenstüchtig fühle und von den misslichen Umständen seiner Vergangenheit befreit, die erfreulicherweise seinen intellektuellen Fähigkeiten keinen Schaden zugefügt hätten.

### Herausgeber und Autor

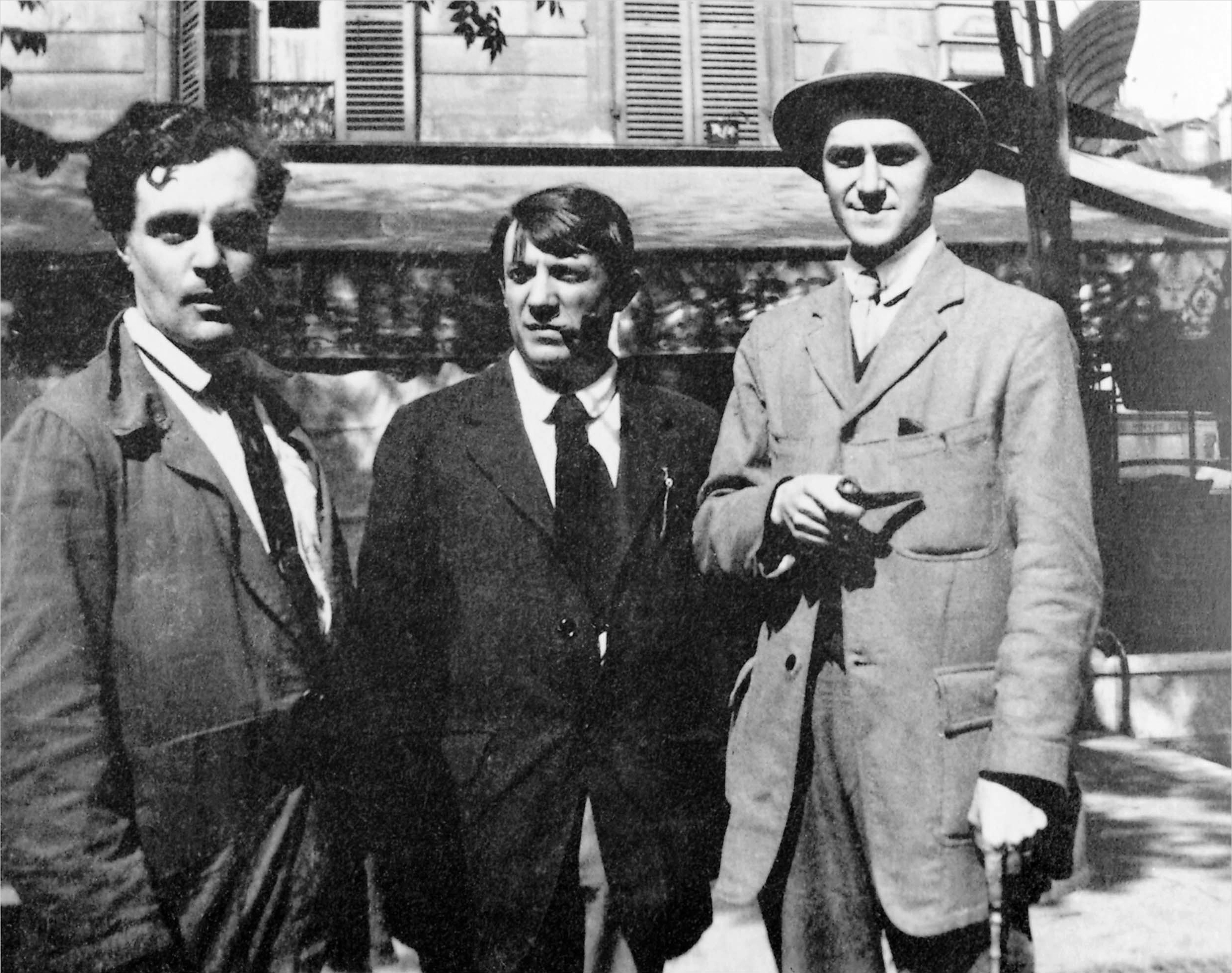
Modigliani, Picasso und André Salmon 1916 in Paris.

1929 bis 1931 gab Bataille mit dem Ethnologen und Musiker Georges-Henri Rivière, mit Michel Leiris und Carl Einstein die Zeitschrift Documents, Doctrines, Archéologie, Beaux Arts, Ethnographie heraus. Es wurden Beiträge veröffentlicht, die Zusammenhänge zwischen Psychoanalyse und denen im Titel genannten Bereichen herstellten. Es wurden Fotos gezeigt, die Frappierendes darstellten. Einzelnen Künstlern, z. B. Picasso, wurden ganze Ausgaben gewidmet. Von 1931 bis 1934 schloss sich Bataille dem antistalinistischen Cercle Communiste Démocratique Boris Souvarines an. In der vom Cercle herausgegebenen La Critique Sociale wurden Batailles Studien Der Begriff der Verschwendung (La notion de Dépense) und Die psychologische Struktur des Faschismus (La structure psychologique du Fascisme) veröffentlicht. Dies entsprach dem Charakter der Zeitschrift, die vor allem marxistische und neue linke Beiträge liefern wollte. Es wurden außerdem kontinuierlich Rezensionen zu Neuerscheinungen abgedruckt, die auch in der Zeitschrift diskutiert wurden. Mit Breton und Roger Caillois schloss Bataille sich zur kurzlebigen antifaschistischen Gruppe Contre-Attaque zusammen. In Spanien schrieb Bataille 1935 Das Blau des Himmels (Le bleu du ciel).

### Alternativen
1937 gründete er mit Caillois, Leiris und Jules Monnerot eine soziologische Akademie, das Collège de Sociologie, dessen Aufgabe es sein sollte, eine Soziologie des Heiligen beziehungsweise Sakralsoziologie zu entwickeln. Jean Paulhan und andere hielten dort Vorlesungen. An diesem Projekt waren auch die deutschen Emigranten Walter Benjamin und Hans Mayer beteiligt. Bataille war außerdem Gründer und Leitfigur der 1936 ins Leben gerufenen Geheimgesellschaft Kopflos (Acéphale). Es erschienen vier Nummern einer gleichnamigen Zeitschrift. Der Krieg beendete diese Aktivitäten.

### Letzte Projekte

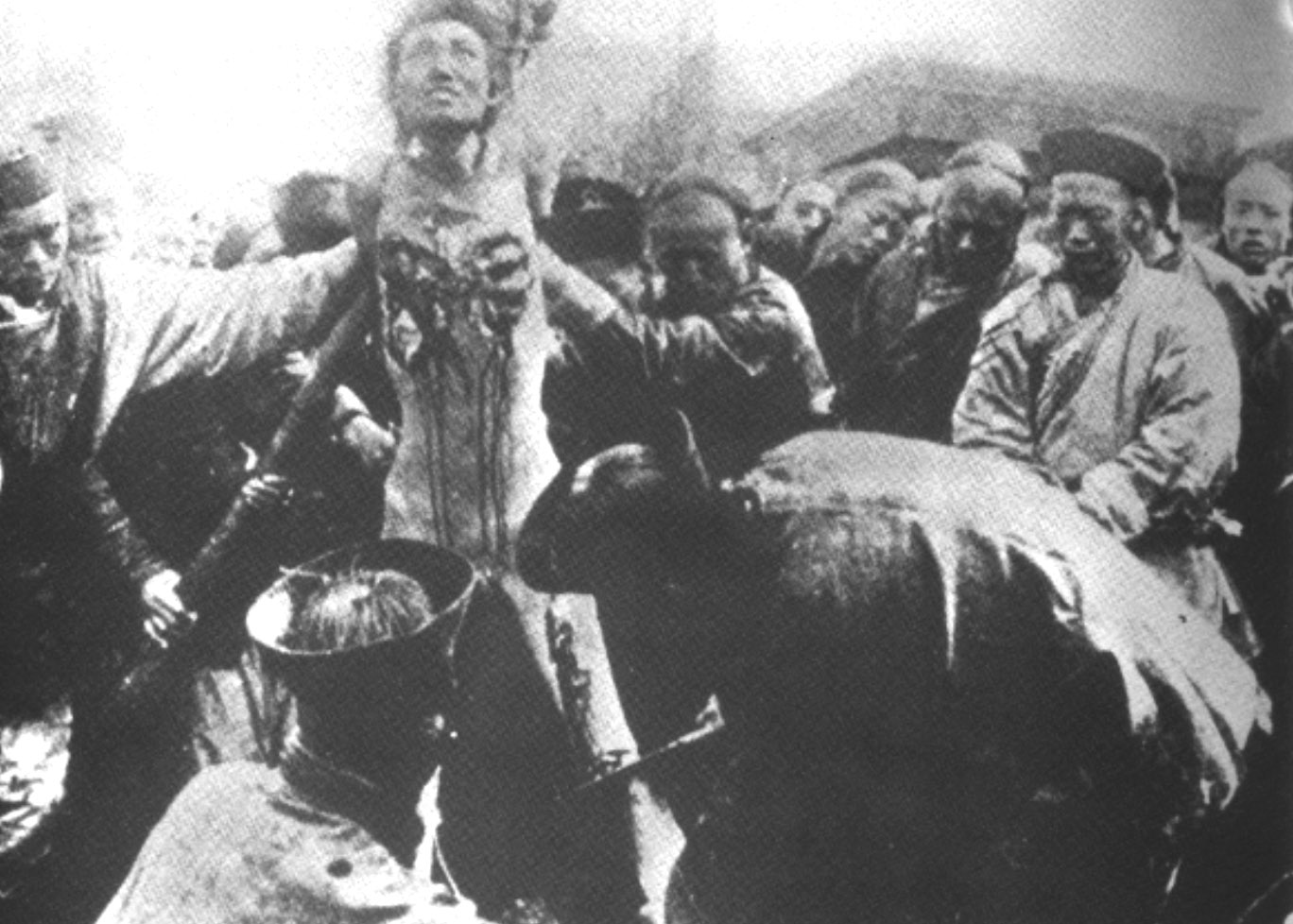
Darstellung der 1000 Schnitte.

1946 gründete er die einflussreiche monatlich erscheinende Zeitschrift Revue Critique, in der er unter anderem die frühen Arbeiten von Roland Barthes, Maurice Blanchot, Jacques Derrida und Michel Foucault veröffentlichte. Die Revue Critique wird bis heute von Philippe Roger und einem Redaktionsrat herausgegeben und folgt den von Bataille gegebenen Veröffentlichungsrichtlinien. Das letzte Werk Batailles war Die Tränen des Eros, eine Kunstgeschichte des ernsten und tragischen Erotismus, an der Lo Duca wesentlich mitgearbeitet hat. Vor allem einige alte Fotos chinesischer Gerichtsbarkeit, der Hinrichtung durch die „tausend Schnitte“ (Lingchi), fanden viel Beachtung.

## Werk

### Denken und Forschen
Batailles Werk lässt sich mit den üblichen philosophischen Begriffen nicht leicht fassen. Manche ziehen es daher vor, ihn nicht Philosoph, sondern Schriftsteller oder Denker zu nennen. Bei Leo Schestov hat er philosophische Grundkenntnisse u. a. über Platon, erworben. Er hat lebenslang philosophische Texte gelesen: marxistische Texte, Texte über Anthropologie, Ethnologie und Soziologie. Er hat sechs Jahre lang an den berühmten Hegelvorlesungen von Kojève in Paris teilgenommen. Anfangs wurde Bataille nur als „Mystiker der Ausschweifung“ und Autor sadomasochistischer Erzählungen wahrgenommen. Vertreter der strukturalistischen und poststrukturalistischen Philosophie kamen wegen der Vielfalt an Themen, die in Batailles Werk auftauchten, zu anderen Einschätzungen. In seiner systematischen Hauptschrift Der verfemte Teil (1937) hatte Bataille geschrieben, dass er „eine methodische Beschreibung aller Aspekte des Lebens“ geben wolle. Die vorhandenen wissenschaftlichen Erklärungen und Beschreibungen waren dafür unzureichend. Er entwickelte eigene Vorstellungen. Seine Ideen zu einer weitreichenden Theorie über das Zusammenwirken rationaler und irrationaler Kräfte in der Welt, waren in seinem Jahrhundert einmalig. Einvernehmlich geht man davon aus, dass Batailles Denken mitten aus seinem Leben entstanden ist.
Bataille wurde stark von Georg Wilhelm Friedrich Hegel, Sigmund Freud, Karl Marx, Marcel Mauss, Marquis de Sade und Friedrich Nietzsche, aber auch von Alexandre Kojève beeinflusst. Er ist Autor eines vielfältigen Werks: Vorlesungen, Gedichte, Essays über zahllose Themen wie die Mystik, die Grenzen der Ökonomie, über Poesie, Philosophie, Kunst, Erotismus und Tod. Bataille interessiert sich für das Opfer, die Transgression (Grenzüberschreitung, die eine innere Erfahrung evoziert) und die Verschwendung, den Rausch, die Tabu- und Grenzbereiche menschlichen Denkens, Fühlens und Handelns.

### Schreiben heißt Anregen
Bataille resümierte, dass man mit Schreiben die bestehende Ordnung nicht umstoßen kann. Es sei fruchtlos und man setze Menschen herab, wenn man sie auffordere, sich von Vorurteilen zu befreien. Um mit dem Handeln unter seinen anderen Sichten zu experimentieren, gründete er eine soziologische Akademie (Collège de Sociologie) und die Geheimgesellschaft Kopflos (Acéphale). Die Lektüre seiner obszönen Schriften sollte dazu anregen, die Augen für das zu öffnen, was in unserer Kultur im Dunkeln liegt, z. B. Tod und Schrecken. Wenn Menschen mit offenen Augen hinsehen, werden sie möglicherweise das Leben anders sehen, behauptete er.

### Irrationale Thesen

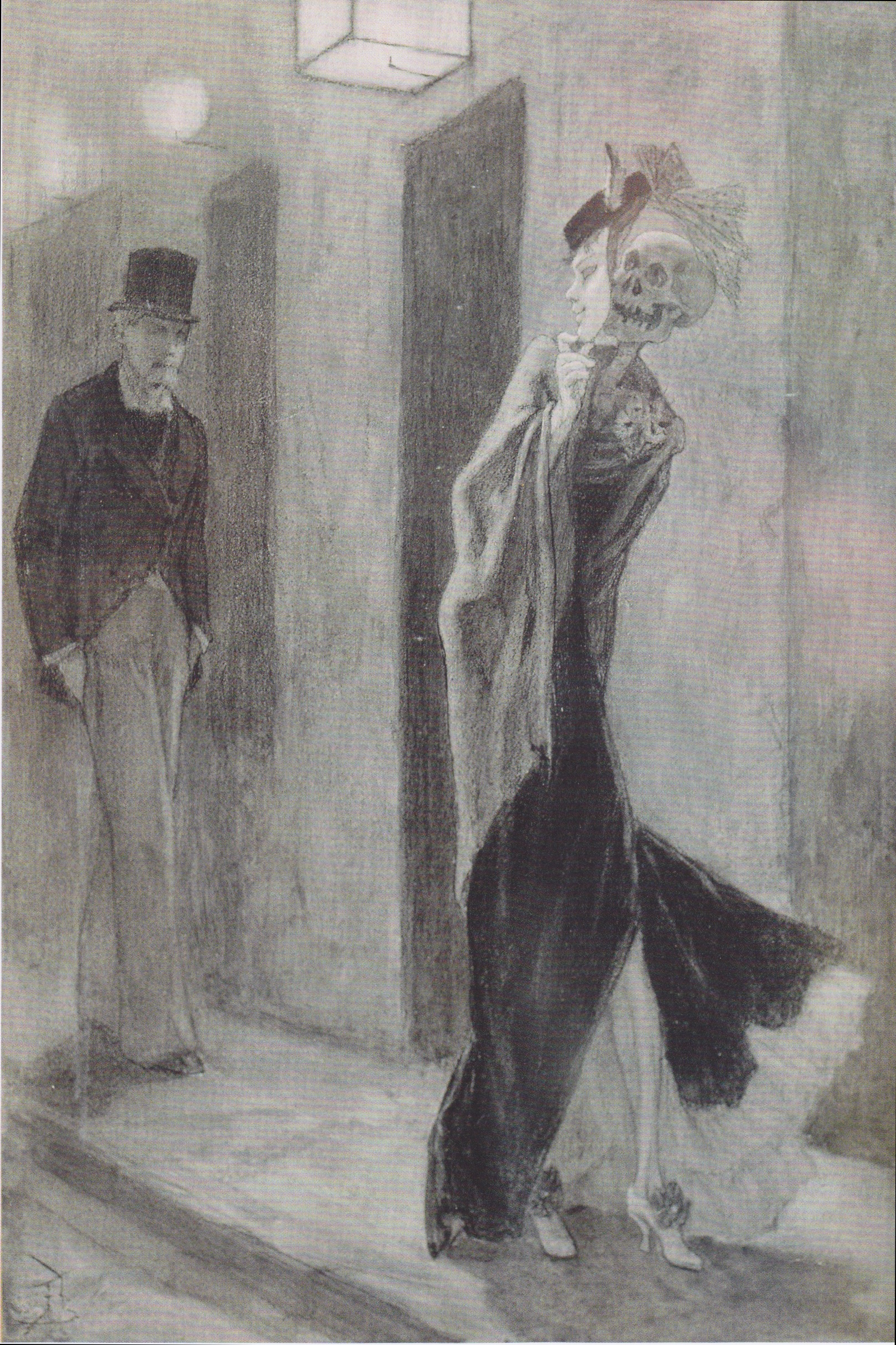
Menschliche Parodie

Als ein mögliches Mittel der literarischen Darstellung benutzte er die Parodie, um in Lesern neue Vorstellungen hervorzurufen. Die Dinge sind niemals so, wie sie zu sein scheinen, bzw. wie wir sie sehen. Damit knüpfte er an antike skeptische Vorstellungen an. Jedes Ding könne die Parodie eines anderen sein oder das gleiche in trügerischer, irreführender Weise, meinte er. „Parodie … hält hoch, was sie untergräbt.“ Sie ist eine Zurückführung auf Absurdes. Parodie ist in seinem Buch Der Anus (Schließmuskel) der Sonne (1927) das Mittel, um darzustellen, wie das Universum funktioniert. „Der große Koitus mit der himmlischen Atmosphäre wird durch die Laufbahn der Erde um die Sonne bestimmt“, schrieb er zum Beispiel. Der Anus der Sonne war sein Versuch, eine „mythologische Anthropologie“ zu entwerfen, indem er irrationale Thesen darstellte. Sie entstand aus dem Wunsch, alte, untaugliche Mythen eines ‚toten Gottes‘, die in der homogenen Kultur erzählt werden, durch solche aus der Welt der Natur zu ersetzen. Metaphysik und Psychologie werden in einer Welt der Natur nicht gebraucht. Menschliche Wünsche finden ihre Erfüllung in einem Kosmos, der verschwenderisch funktioniert. Menschen wünschten sich ein Leben, in dem sie sich verschwenderisch verausgaben können, behauptete Bataille.

### Konzept der Heterologie
Bataille interessiert sich durch sein gesamtes Werk hindurch für das Ausgeschlossene, das Heterogene, den „verfemten Teil“, der in einer gesellschaftlichen Homogenität negativ bestimmt ist und tendenziell der Vernichtung preisgegeben ist, La part maudite (1949). So auch in einem marxistischen Diskurs oder bei Marx selbst, der das revolutionäre Subjekt, das Proletariat, vom Lumpenproletariat (das wäre in diesem Falle das Heterogene Batailles) abgrenzt.
Bataille begründet damit ein Denken, das einen großen Teil der französischen Philosophie der zweiten Hälfte des 20. Jahrhunderts – den Postmodernismus sowie den Poststrukturalismus – beeinflusste. Die Nähe Batailles, auch unter Rücksichtnahme seiner Bekanntschaft mit Walter Benjamin, zur Kritischen Theorie fand jedoch bei Theodor W. Adorno keine Bemerkung.
Heterogen (ausgeschlossen) sind auch faschistische Ideologien. Faschistische Führer gehören dem heterogenen Spektrum an. Die ihren Ideen folgenden unteren Schichten auch: Ihre Wertvorstellungen – z. B. die Missachtung anderer Menschen und Werte – und damit sie selber sind kulturell nicht akzeptiert. Dies führe unter bestimmten negativen sozialen Bedingungen (Kriegsfolgen, hohe Arbeitslosigkeit, wirtschaftlicher Niedergang) zu einem Zusammenschluss vieler Gleichgesinnter, um Bestehendes gewaltsam zu verändern. Die Anführer dienen als Integrationsfiguren, denn sie haben die Misere (wirtschaftliche Not und Krieg) leidvoll selber durchlebt. Wenn Heterogenes sich gewaltsam Zutritt in die homogene Kultur verschafft, sei diese wehrlos.
Gewalt zeige, dass homogene Ordnungen jederzeit zerstörbar sind. Gewalt sei aber eine menschliche Dimension des Verhaltens und lasse sich nicht mehr verhindern, wenn die Gewaltbereitschaft ein bestimmtes Maß erreicht hat. Der Faschismus fasziniere Menschen durch das Merkmal des Heterogenen. Wenn es gelingt, Heterogenes zu akzeptieren, könne dies möglicherweise zu Veränderungen führen.

### Verschwendung
Die Bezeichnung Verschwendung taucht – parallel zu seiner Idee vom Kosmos – als Grundprinzip ökonomischen Handelns in Batailles wirtschaftswissenschaftlichem Beitrag auf. Entsprechend seinem Konzept der Heterologie thematisierte er hier den verfemten Teil als notwendigen Baustein neuartiger wirtschaftlicher Zusammenhänge. Statt von einem Mangel an Gütern geht Bataille von einem Überfluss an Gütern aus; statt von einem Überfluss an Bedürfnissen vom Mangel an Möglichkeiten, eigene Bedürfnisse zu befriedigen. Diesem Mangel müsse sich eine Allgemeine Ökonomie widmen. Er nennt dies die kopernikanische Wende der Wirtschaftswissenschaften. Er erläuterte diese Idee in Der Begriff der Verausgabung an einem bekannten Generationenkonflikt. Der Sohn geht seinem Vergnügen nach. Der Vater greift korrigierend ein, obwohl er sich selber Ähnliches unkritisch zubilligt. Er möchte, dass der Sohn sich nützlichen Dingen widmet. Damit solle – so Bataille – erreicht werden, dass die nachfolgende Generation sich in der homogenen Welt der Verantwortung bewegen lernt und ihre Individuen respektable, bzw. respektierte Mitglieder der Gesellschaft werden. Dieser Konflikt beruhe auf dem Sachverhalt, dass ausgeschieden wird, was nicht in die Idealität der homogenen Welt passt und deshalb als verfemt gilt. Verausgaben hat auch die Bedeutung von Verschwendung. Bataille möchte Verschwenden in das philosophische Denken zurückholen, damit es innovativ wirken kann. Er bezieht dazu soziale Verhältnisse und die menschliche Lebensweise mit ein. Fachleute gehen davon aus, dass derartige umfassende, bzw. allgemeine Sichten auf ökonomische Fragen heute nicht mehr üblich sind.

### Souveränität und Überschreitung
Souveränität ist für Bataille weniger die Ausübung von Herrschaft (wie z. B. nach der Definition von Carl Schmitt: „Souverän ist, wer über den Ausnahmezustand entscheidet“). Bei Bataille handelt es sich vielmehr um eine machtlose Souveränität, die damit gleichzeitig subversiv zu allen Mächten wird. Bataille unterscheidet dabei drei historische Stadien von Souveränität:
1. Das archaische Stadium, in dem der Priester oder die Priesterin eine sakrale Souveränität ausüben, die von aller Macht ausgeschlossen ist.
2. Die Souveränität im klassischen Sinne eines absolutistischen Herrschers.
3. Die Souveränität des Künstlers, die in actu subversiv wirkt und sich von aller Herrschaft unterscheidet.[25]

Dabei handelt es sich bei der Überschreitung (Transgression), die von Michel Foucault in Bezugnahme auf Bataille als ‚nicht-affirmative Bejahung‘ definiert wird, allein um das movens der Souveränität, um das dynamische Element, das nach Bataille in der Souveränität verborgen liegt.

### Das obszöne Werk
Das erotische Handeln zeigt in unserer christlich geprägten Kultur ganz bestimmte Merkmale. Die damit verbundenen, gemeinsam geteilten Einstellungen tragen – neben anderen – dazu bei, dass ein homogener Charakter entsteht, der Menschen Sicherheit und Orientierung gibt. Alles was diesen kulturellen Charakter zerstört, wird abgelehnt, abgetrennt, moralisch verurteilt. Bataille hat diese Folgen sehr ausgeprägt am Schicksal seiner Familie erlebt. Eine dieser Folgen war der Umgang mit Syphilis-Kranken, der dem mit Aussätzigen glich. Sie wurden „von Mitmenschen verlassen, weil sie so abschreckend aussehen und stinken.“ Syphilis wurde als Folge eines sündigen Lebenswandels aufgefasst. 1826 wird der Gebrauch von Kondomen von Papst Leo XII. verboten: „…der Sünder solle an dem Körperteil bestraft werden, mit dem er sündige.“ Erst in der zweiten Hälfte des 19. Jahrhunderts ermöglichten die Forschungsergebnisse des Pariser Mediziners Alfred Fournier (1832–1914) eine sachlichere Diskussion um Geschlechtskrankheiten.
Bataille wurde lebenslang von Erinnerungen an den erschreckenden körperlichen Zustand seines Vaters und dessen Leiden gequält. Sein Leben begann mit dem Tod, schrieb sein Biograph Michel Surya. Dazu gesellten sich Erinnerungen an Kindheitserlebnisse in Verbindung mit heterogenen, d. h. gesellschaftlich verfemten Auffassungen von Sexualität, die er in Das obszöne Werk thematisiert, ohne zu sagen, so war es. Ich bin ein Kind des Schreckens. (81) kommentierte er seine Erinnerungen und ich hatte vor allem Sexuellen Angst.(7)

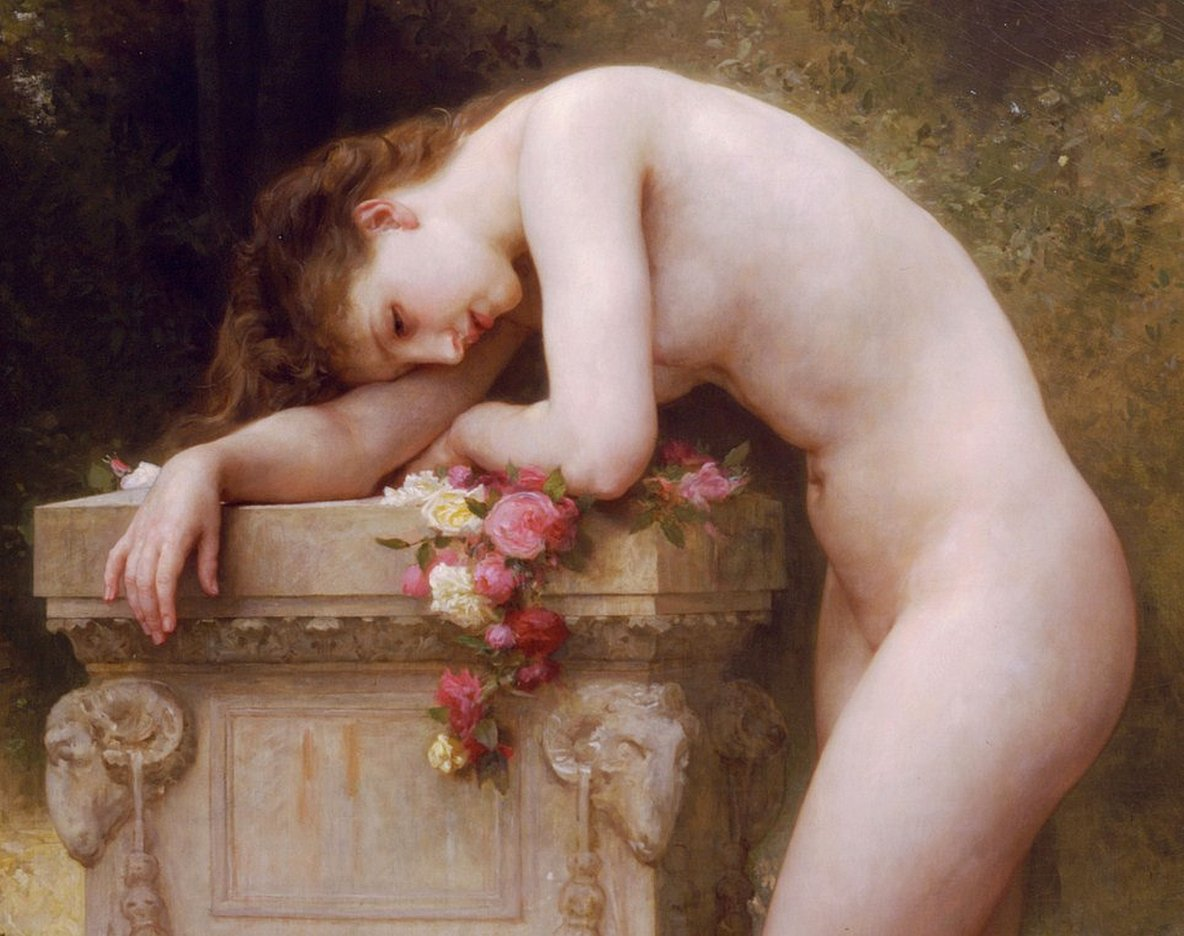
William-Adolphe Bouguereau: Leiden und Erotik. (1899)

Der Psychiater Adrien Borel stellte Bataille ein Foto zur Verfügung, auf dem ein Todesurteil vollzogen wurde: ein Mann wurde Stück für Stück zerteilt. Dieses Foto spielte eine entscheidende Rolle in meinem Leben. schrieb Bataille. Es gab ihm vermutlich die Möglichkeit, sich darin wieder zu finden, vermutete einer seiner Biographen. Schrecken, Sexualität ohne Tabus, Tod, Ekstase, Gewalt und Trauer tauchten in seinen Schriften Das obszöne Werk auf. Doch nie „hat Bataille den Genuss des einen auf Kosten des anderen beschrieben.“ Es ging stets um gemeinsam teilbares und gewünschtes Handeln. Bataille nannte dies 'Kommunikation' und das Handeln 'Verausgabung'. Diese betrachtete er als ein Grundprinzip menschlichen Lebens, so wie die Sonne sich in unserem Universum verausgabt, indem sie exzessiv ihre Energie verschwendet.
„Meine Kindheitserinnerungen … erhalten auf diese Weise einen 'obszönen Sinn'.“ In Das obszöne Werk liest man u. a. über einen Vater, der Alkoholiker war, und eine Mutter, die ihren grenzenlosen, sexuellen Neigungen folgte, unter denen der Vater gelitten hat und der Sohn leiden wird. (52) Sexualität hatte bei Bataille nicht den hohen Stellenwert, wie man auf Grund seiner Veröffentlichungen annehmen könnte. Er sah keinen Grund, der Sexualität eine Bedeutung einzuräumen, die nur dem ganzen Leben zukomme. (60f) Im Hinblick auf seine literarischen Ausdrucksmittel gab er zu bedenken:
Wie kann sich einer ausdrücken, der die Philosophen zum Schweigen bringt, wenn nicht auf eine Art, die sie nicht begreifen? (62f)
Bataille wollte anregen, über traditionelle Einstellungen zur Lust nachzudenken. Ihm gehe es um eine völlige Umkehr unserer Vorstellungen (57) und er empfahl seine obszönen Texte anderen: Wer Angst hat, sich fürchtet, allein ist und friert, der sollte Madame Edwarda lesen. (64)
Die Einordnung und Interpretation des obszönen Werkes ergibt kein Gesamtbild. Möglicherweise – so wird gesagt – ist es ein Irrtum, davon auszugehen, dass Bataille ein ‚schmutziges Leben, außerhalb jeder Normalität‘ geführt habe. In seinen Texten allerdings kümmere er sich nur um „Schmutziges“, das – wie in der Geschichte des Auges – zum Tod führt. Dies erinnert an die Kritik André Bretons, der von ‚Exkrementenphilosophie‘ sprach. Erotische Literatur, wie Bataille sie schrieb, lasse sich der ‚phantastischen Literatur‘ zurechnen, wird auch geäußert. Sie sei ferner ein Protest gegen die Schriften, die menschliches Handeln psychoanalytisch und sozialpolitisch erklären und begründen.
Batailles obszönes Werk wird auch als provokativ bewertet. „… um sich nicht von Anbeginn und für alle Zeit unmöglich zu machen“, habe er die Geschichte des Auges nicht unter seinem Namen veröffentlicht. Sie enthalte aber bereits die „Quintessenz seines kontroversen Denkens“. Im Zusammenhang mit Aussagen Batailles über das, was sexuelles Handeln zur „Überschreitung“ treibt, wird gesagt: „Es besteht für jeden ein unverfügbares Innerstes, das immer wieder zu den unangenehmsten Überraschungen imstande ist, wozu man entgegen seinem Selbstbild fähig ist.“ Die Frage, ob seine obszönen Schriften als „surrealistische Experimente“ oder als „pornographische Literatur“ gelten können, sei unentscheidbar.

### Philosophie des Verbrechens
Auch Gerechtigkeit und Mitleid unterliegen homogenen bzw. heterogenen Prinzipien. In seinem Werk Gilles de Rais, Leben und Prozeß eines Kindermörders schildert Bataille die wahre Geschichte des Gilles de Rais, der ein Waffengefährte der Jeanne d’Arc war, Marschall von Frankreich und zugleich ein monströser Massenmörder. Etliche Kinder wurden von seinen Vertrauensleuten unter verlockenden Versprechungen in seine Schlösser gebracht, wo sie als Opfer schwarzer Magie im Verlauf orgiastischer Gelage vergewaltigt, verstümmelt und umgebracht wurden. Erst als er einen Geistlichen gefangensetzte und damit sowohl kirchliche als auch weltliche Autoritäten angriff, wurde er vor Gericht gestellt. Denn damit hatte Rais ein Tabu verletzt: Autoritäten sind schützenswert. Kinder der unteren Schichten genossen damals diesen Schutz nicht. Bataille schilderte die Verbrechen anhand der Protokolle des weltlichen und des kirchlichen Prozesses. „Die absurde Geschichte hatte eine Justiz in Bewegung gesetzt, die sich wegen der kleinen Hungerleider, die ein so hoher Herr ermordete, nicht sonderlich erregt hätte.“ Rais wurde zum Tode verurteilt. Als er zum Galgen geführt wurde, geschah etwas Überraschendes: Die Menge des gemeinen Volkes, deren Kinder er ermordet hatte, betete für ihn. Diese Sympathie sei unerklärlich, meinte Bataille. Außer man gehe davon aus, dass jeder Mensch zu Monströsem (Heterogenem) in der Lage sei. In diesem Sinne bemühte er sich um eine psychologisch fundierte Philosophie des Verbrechens.

## Rezeption
Die Rezeption der Schriften Batailles ist kontrovers, aber sie werden immer interessierter zur Kenntnis genommen.
Jürgen Habermas meinte, Batailles Allgemeine Ökonomie weise Merkmale auf, die sie als ‚metaphysisches Weltbild im schlechten Sinne‘ erscheinen lassen. Weitere Schwierigkeiten verbinden sich mit Batailles Sprache und seiner nur ihm zugänglichen Lebenserfahrung.
Schon Jean-Paul Sartre – dessen Existentialismus Bataille als ‚überholte Philosophie‘ ablehnte – hatte damit Probleme. Er bezeichnete Bataille als Mystiker. In seinen Texten, so Sartre, finden sich „glitschige Sätze … von denen wir plötzlich ins Unaussprechliche stürzen.“ Ferner hielt er die Vermischung von Theorie und existentieller Erfahrung ungeeignet für eine politische Philosophie. Breton hatte im Zuge des Konfliktes um die von ihm verlangte Unterstützung der Kommunistischen Partei Frankreichs (PCF) von Bataille das Bild eines perversen Bibliothekars gezeichnet. Batailles schriftstellerische Intentionen seien im Übrigen bedeutungslos, da dieser nicht im Gefängnis gesessen habe, sondern lediglich in Bibliotheken, fügte er an.
Erst die Rezeption durch Michel Foucault und Jacques Derrida sorgte für eine positive Veränderung. Foucaults Lösung von der durch die universitäre Philosophie vermittelten Übermacht des Denkens Hegels einerseits und der existenzialistischen Phänomenologie Sartres andererseits sowie seine Aufforderung, ‚anders zu denken, als man denkt‘, wird als Erbe von Bataille angesehen. Derrida hat seine einflussreichsten frühen Arbeiten als angewandte Lektüren Batailles bezeichnet.
Ebenso hat der neue poststrukturalistische Textbegriff Anknüpfungen bei Bataille, so wie er von Roland Barthes, Julia Kristeva und Philippe Sollers verwendet wird.
Jean Baudrillard befasste sich aus kulturphilosophischer Sicht mit Bataille und setzte sich dann kritisch von Bataille ab. Lacans Rückkehr zu Freud und u. a. seine Idee des ‚Realen‘ sind dem Kontakt mit Bataille zuzuschreiben.
Emmanuel Levinas ließ sich von Bataille zu seiner ‚neuen Anthropologie‘ inspirieren. Michel Maffesoli stimmte Batailles Idee der Verausgabung aus soziologischer Sicht grundsätzlich zu.
Für die wissenschaftliche Rezeption stehen Gerd Bergfleth und Bernd Mattheus im deutschen Sprachraum, im französischen Michel Surya und Denis Hollier, im italienischen Marina Galletti und im englischen Stuart Kendall.
Ähnlichkeiten bestehen zwischen Ernesto Laclaus Populismustheorie und Batailles Konzept der Heterologie, wie Laclau selbst festhält.

## Werke in deutschen Ausgaben
- Die vorgeschichtliche Malerei: Lascaux oder die Geburt der Kunst. dt. von Karl-Georg Hemmerich. Skira, Genf 1955.
  - Neuausg. Mit einem Essay von Rita Bischof. Brinkmann & Bose 2019, ISBN 978-3-940048-35-6.
- Manet. Biographisch-kritische Studie. dt. von Karl-Georg Hemmerich. Skira, Genf / Paris / New York 1955.
- Der heilige Eros. dt. von Max Hölzer. Luchterhand, Neuwied/Berlin 1963.
- Die Tränen des Eros. dt. von Karin Reese, Martin Schulte u. Marta Berger. In: Lo Duca: Die Erotik in der Kunst. Kurt Desch, München / Wien / Basel 1965.
- Abbé C. hrsg. u. übers. von Max Hölzer. Luchterhand, Neuwied/Berlin 1966.
- Das Blau des Himmels. übers. von Sigrid Massenbach u. Hans Naumann. Luchterhand, Neuwied/Berlin 1967.
- Gilles de Rais. Leben und Prozeß eines Kindermörders. übers. von Ute Erb. Merlin, Hamburg 1967, ISBN 3-87536-042-7.
- Das obszöne Werk. (Die Geschichte des Auges, Madame Edwarda, Meine Mutter, Der Kleine, Der Tote). Mit einem Nachwort von Francois Bondy. Ins Deutsche übertragen und mit einem Nachwort versehen von Marion Luckow. Rowohlt, Reinbek 1972.
- Die psychologische Struktur des Faschismus – Die Souveränität. aus dem Französischen von Rita Bischof, Elisabeth Lenk und Xenia Rajewski; Hrsg. von E. Lenk; Nachwort Rita Bischof. (= Batterien. Band 8). Matthes & Seitz, München 1978, ISBN 3-88221-207-1.
- Das theoretische Werk I: Die Aufhebung der Ökonomie (Der Begriff der Verausgabung – Der verfemte Teil – Kommunismus und Stalinismus.) Aus dem Französischen von Traugott König und Heinz Abosch; Mit einer Studie von Gerd Bergfleth. Rogner & Bernhard, München 1975.
- Die Literatur und das Böse. Emily Brontë – Baudelaire – Michelet – Blake – Sade – Proust – Kafka – Genet. dt. von Cornelia Langendorf; Mit einem Nachwort von Gert Bergfleth und einem Essay Daniel Leuwers. (= Batterien. 28). Matthes & Seitz, München 1987.
- Die Erotik. Matthes & Seitz, München 1994.
- René Char und die Kraft der Dichtung. In: Herzattacke. 4/1995, VII. Jahrgang, S. 212–218.
- Theorie der Religion. Matthes & Seitz, Berlin 1997.
- Wiedergutmachung an Nietzsche. Das Nietzsche-Memorandum und andere Texte. Matthes und Seitz, München 1999.
- Die innere Erfahrung nebst Methode der Meditation und Postskriptum 1953. Atheologische Summe 1. Gallimard, Paris 1943/1954. Deutsch von Gerd Bergfleth. Matthes & Seitz, Berlin 2017
- Verdorbene Sonne. Übers. v. Wroblewsky, In: Carlo Ginzburg: Das Schwert und die Glühbirne. Eine neue Lektüre von Picassos ›Guernica‹. (= edition suhrkamp. 2103). 1999, ISBN 3-518-12103-0.[39]
- Die Freundschaft. Das Halleluja. Atheologische Summe II. Gallimard, Paris 1944/1961.
- Nietzsche und der Wille zur Chance. Atheologische Summe III. Gallimard, Paris 1945.
- mit Carl Einstein, Marcel Griaule, Michel Leiris u. a.: Kritisches Wörterbuch. Merve, Berlin 2005
- Das Unmögliche. Hanser (Edition Akzente), München 2007.
- Henker und Opfer. Matthes & Seitz, Berlin 2008, ISBN 978-3-88221-726-1.
- Hegel. Der Mensch und die Geschichte. Übers. Rita Bischof. Matthes & Seitz, 2017
- Sternenesser. Verstreute Texte zur Kunst. dt. von Rita Bischof. Mit einem Essay von Rita Bischof. Brinkmann und Bose. Berlin 2024. ISBN 978-3-940048-43-1.